# 清水信治
清水 信治（しみず しんじ、1935年 - ）は、日本のアコーディオン奏者。息子はピアニストの清水和音。

## 人物
- 京都の伝統工芸品である西陣織の織元の次男として京都府京都市に生まれた。京都市立堀川高等学校音楽科（現在の京都市立京都堀川音楽高等学校）、京都市立音楽短期大学作曲科（現在の京都市立芸術大学）を卒業後上京し、東京都の公立中学校の教師を経て、アコーディオン奏者となる[2]。
- 1965年には2ヶ月間ソビエト連邦で演奏旅行を行い、1966年からテノール歌手田谷力三の伴奏として担当、亡くなるまで務めた[3]。同年に赤坂のビアレストランで、力三が客として登場、リクエストとして伴奏したことが出会いのきっかけとなった[2]。
- 1987年にはNHKニューイヤーコンサートに出演した[2]。
- 現在は銀座のドイツビアレストラン「ゲルマニア」定期公演として出演している[4]。